# Gustav Adolf Ursprung
Gustav Adolf Ursprung (* 11. September 1865 in Ueken; † 8. Juni 1923 in Basel) war ein Schweizer Unternehmer und Politiker (FDP). Von 1911 bis 1919 vertrat er den Kanton Aargau im Nationalrat. Sein älterer Bruder Albert Ursprung war ebenfalls Nationalrat.

## Biografie
Nach seiner Schulzeit in Frick machte Ursprung von 1881 bis 1884 eine kaufmännische Lehre. Es folgten Sprachaufenthalte in der Romandie und Sanremo sowie ein Praktikum in einer Bank in Lausanne. Nach beruflicher Tätigkeit bei der Basler Depositenbank übernahm er 1897 die Leitung der Eisenhandlung seines Schwiegervaters in Laufenburg. Bis 1920 war er Mitinhaber einer Speditionsfirma, darüber hinaus war er Verwaltungsrat verschiedener lokaler Banken und der Aargauischen Elektrizitätswerke. Ausserdem gehörte er zu den Gründern der Neuen Aargauer Zeitung.
1903 wurde Ursprung in den Laufenburger Stadtrat gewählt, dem er von 1904 bis 1917 als nebenamtlicher Stadtammann vorstand. Von 1909 bis 1921 war er Mitglied des Aargauer Grossen Rates. Bei den Parlamentswahlen 1911 wurde er im Wahlkreis Aargau-Nord in den Nationalrat gewählt, dem er bis 1919 angehörte.